# World Trade Center Colombo
Das World Trade Center Colombo (WTCC) ist mit 152 Metern das höchste fertiggestellte Gebäude in Sri Lanka und steht in der Hauptstadt Colombo, in der Nähe des Beira Lake. Es ist offiziell das zweithöchste Zwillingsgebäude Südasiens. Das WTCC besteht aus zwei identischen Türmen mit jeweils 40 Stockwerken. Während des Bürgerkrieges in Sri Lanka wurde das WTCC mehrfach Ziel von Anschlägen.

## Galerie

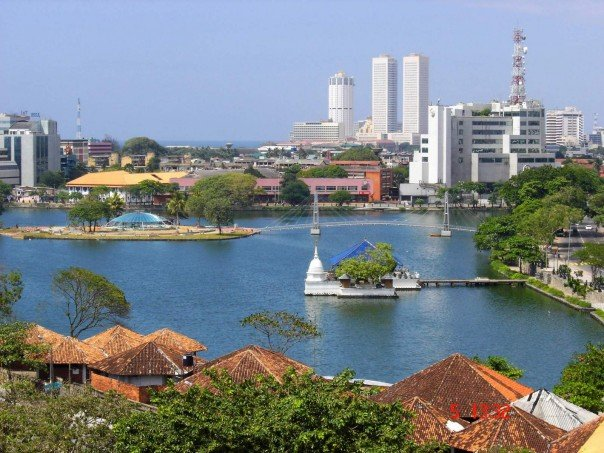
Der Beira Lake mit den WTCC und dem Gebäude der Bank of Ceylon im Hintergrund.
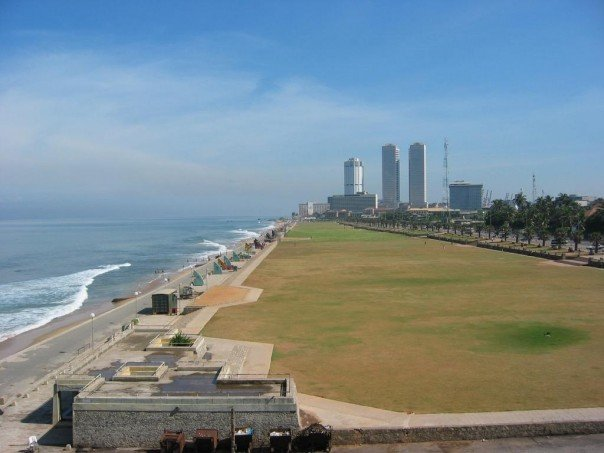
Das Galle Face Green, mit dem WTCC im Hintergrund.